# Crotalaria stocksii
Crotalaria stocksii är en ärtväxtart som beskrevs av John Gilbert Baker. Crotalaria stocksii ingår i släktet sunnhampor, och familjen ärtväxter. Inga underarter finns listade i Catalogue of Life.